# Platynocheilus gracilis
Platynocheilus gracilis är en stekelart som beskrevs av Boucek 1965. Platynocheilus gracilis ingår i släktet Platynocheilus och familjen raggsteklar.
Artens utbredningsområde är:
- Turkmenistan.
- Uzbekistan.

Inga underarter finns listade i Catalogue of Life.